# Периметр (відеогра)
Периметр (англ. Perimeter) — відеогра жанру стратегії в реальному часі, створена російською компанією К-Д ЛАБ в 2004 році.
Особливостями гри є психоделічна атмосфера, терраформування місцевості і перетворення одних видів військ в інші.
Події «Периметра» розгортаються у вигаданому всесвіті, де відбувалися події випущеної раніше гри «Вангери». Сюжет оповідає про подорожі людей між різними світами на містах-кораблях Фреймах в пошуках «Великого світу» після втрати Землі. В ході подорожей виникають різні фракції, кожна з яких по-різному уявляє майбутнє людства, що породжує конфлікти між Фреймами.
«Периметр» отримав схвалення преси, критиків і гравців по всьому світу та отримав велику кількість нагород від ігрових видань та виставок.

## Ігровий процес

База і війська гравця

### Основи
Гравець керує військовою базою, яку повинен розбудовувати, наймати на ній війська і знищувати ворогів. База головним чином складається з джерел енергії, фабрик, лабораторій, та оборонних споруд. Основою бази слугує літаюче місто Фрейм, його втрата означає поразку. Щоб розширювати базу та успішно протистояти противниками, гравець мусить тераформувати ландшафт: вирівнювати ділянки, або навпаки створювати перетяту місцевість.
Три грабельних фракції, Вихід, Повернення та Імперія володіють однаковими базовими будівлями і військами. Кожна з фракцій втім має унікальну лабораторію, що відкриває доступ до спеціальних технологій.

### Розбудова бази
Навколо посадженого на рівній поверхні Фрейму на початку гри завжди є зона зеро-шару, з якого за допомогою Ядер збирається енергія та передається у Фрейм для роботи бази та замовлення військ і споруд. Початковий обсяг енергії надає Фрейм, додатковий отримується будівництвом Колекторів енергії. Рівень зеро-шару залежить від середньої висоти ландшафту світу. Гравець може вирівнювати місцевість, роблячи її придатною для будівництва та збору енергії, або створити непрохідні для наземних військ траншеї, за допомогою машин Бригадирів, які посилають на роботу дистанційні ковші. Перетята місцевість потребує більше часу на вирівнювання ковшами. Якщо зеро-шар пошкоджено, наприклад вибухами, ковші з часом автоматично відновлюють його. Будівництво виконується Виконробами за допомогою пересилки пакетів даних до голограми споруди. Відповідно що ближче Бригадири і Виконроби знаходяться до місця роботи, то швидше вони її виконують. Бригадири і Виконроби можуть трансформуватися одні в одних, але всього їх не може бути більше, ніж 5. В разі небезпеки вони можуть бути сховані у Фреймі. Якщо Ядра втрачають зв'язок із Фреймом, ворог отримує змогу захопити їх і включити до власної енергомережі.
Володіючи лабораторіями (лазерною, ракетною, бомбовою і підземною), гравець може створювати ефективніші бойові одиниці та отримує доступ до оборонних споруд, таких як лазерні гармати чи ракетні вишки.
Навколо Ядер можна виставляти захисне поле, Периметр, але це потребує великих затрат енергії. Постійно тримати всю базу під Периметром неможливо. Крім того ні союзні війська, ні вороги не можуть прострелити захисне поле з обох боків. Війська з великим запасом здоров'я здатні перетнути такий захист, як і підземні юніти, просто оминувши його.

### Війська
Війська поділяються на сквади, групи з кількох роботів. Існування кожного скваду, максимум п'яти, підтримує Командний центр. Всього в них може бути 250 окремих роботів. Кожен сквад може складатися з солдатів, офіцерів і техніків, які конструюються на відповідних фабриках. Ці три види здатні перекомбіновуватися, утворюючи нові бойові одиниці (юніти), залежно від ситуації, або ж битися самостійно, але менш ефективно. При перетворенні сквад розпадається на нанороботів, що формують сферу, яка в свою чергу розпадається на менші сфери, з яких утворюються потрібні юніти. Всі війська поділяються на наземні, авіацію і підземні. Війська володіють різними схемами поведінки: оборонною, наступальною і патрулювальною.

### Фракції
- Вихід (рос. Исход) — фракція людей, які покинули Землю перед тим як її атакували чудовиська з інших світів — Скверна, та шукають новий дім, «Великий світ». Керована пророками Спіритами, прагне викорінення усякого вільнодумства, оскільки неконтрольовані емоції сприяють виникненню Скверни. Вихід має багато юнітів, які при атаці додатково руйнують ландшафт. Суперзброя — Скаморуйнувач, який викликає у вказаній зоні вулканічну діяльність, що руйнує ландшафт і завдає сильних ушкоджень військам і спорудам.
- Повернення (рос. Возврат) — частина Виходу, котра вважає, що люди повинні примиритися зі Скверною та повернутися на Землю. Повернення активно використовує Скверну та може прикликати її на поле бою. Суперзброя — Навігатор Скверни, що прикликає Скверну, котра атакує ворога зі зростаючою інтенсивністю, поки зброя має заряд.
- Імперія Спанжу (рос. Империя Спанжа) — ворожа як до Виходу, так і Повернення фракція, що виступає за перетворення інших світів на місце життя людей. Для контролю населення використовує масову кіборгізацію. Має засоби для здійснення диверсій: викрадання енергії, приховування союзників, розкладання складних роботів на базові. Суперзброя — Балістична установка, що запускає ракету, яка знищує все в радіусі вибуху.

### Режими гри
Режим кампанії пропонує низку сюжетних місій, в яких переважно вимагається не тільки перемогти ворога, а й зарядити Спіраль Фрейма, зібравши достатньо енергії, щоб покинути світ.
В режимі сутички гравець змагається з комп'ютерним опонентом за обраними умовами. Якщо опонента не вибрано, гра відбувається проти хвиль Скверни — чудовиськ, які нападають на базу і поступово нарощують свою силу.
При грі з іншими гравцями через мережу можливо гра через пряме з'єднання або сервіс GameSpy Arcade.

## Сюжет
Сценарій для гри був написаний Андрієм Кузьміним, який був також продюсером, і Михайлом «ChSnark» Піскуновим (займався літературним наповненням).
Окрім самої гри, сюжет «Периметра» докладно розповідається в керівництві до гри, а також викладений на офіційному сайті в «П-файлах» — художніх оповіданнях від особи безпосередніх свідків ігрових подій.

### Передісторія
На початку третього тисячоліття на Землі з'явилися вчені-екстрасенси, звані Спіритами, які швидко об'єдналися в єдину організацію. Спірити значно просунули технічний прогрес. Одним з найважливіших вкладів Спіритів в людську науку і культуру стали «коридори», портали в інші, підпросторові, світи. Ці світи представляли собою острівки матерії в паралельному вимірі, розділені «хаосом», крізь який можна було переміщатися лише за допомогою коридорів Спіритів.
Почалося активне заселення цих світів, які отримали назву Спанж-простору через поширену тоді теорію, що структура цього всесвіту нагадує губку (від англ. sponge — губка) зі світами-порожнинами між якими можна переміщатися. В ході досліджень з'ясувалося, що Спанж-світи взаємодіють з людською свідомістю. Протягом всієї історії Землі вони вбирали психічну енергію її жителів, їх емоції, думки і почуття. Рельєф цих світів формувався під впливом думок різних поколінь людей. Тому деякі світи в точності нагадували різні історичні періоди.
Спанж-простір навколо Землі отримав назву Психосфера. Припускалося, що через Спанж можна потрапити на інші планети нашого всесвіту, подорожуючи між світами Спанжу. В цей час розвиток генетики дозволив змінювати людське тіло для збільшення отримуваних задоволень, через що виник рух Виходу, який пропагував масовий вихід із Землі, яка загрузла, на думку Спіритів, в гріхах. Скоро Вихід став вкрай популярною течією і набув релігійного відтінку.
Спанж-світи тим часом реагували на події на Землі, матеріалізуючи підсвідомі страхи. Простір навколо Коридорів на Землі став стрімко заражатися елементами Психосфери — скамом (від англ. scum — гидота, нечистота), та породженими ними істотами — Скверною. Було прийнято рішення знищити всі портали і розірвати зв'язок зі Спанж-простором, проте велика група прихильників руху Виходу на чолі зі Спіритами встигли покинути Землю на Фреймах. Крім того, на прилеглих світах залишилося багато покинутих дослідників Психосфери. Протягом гри стає ясно, що врешті на Землі не вижив ніхто, або людство деградувало під напором матеріалізованих страхів.
Опинившись один на один із загрозливими ворожими світами, люди були змушені шукати способи вижити, створюючи необхідні для цього спеціальні технології. Серед них були силові куполи, непроникні для ворожої Психосфери, технології видобутку енергії з поверхні світів. Незабаром було прийнято рішення втілити в реальність вихід до «Землі Обітованої», нової планети, яка б стала домом для людства.
Щоб здійснити Вихід, були проведені серйозні зміни суспільного устрою, щоб контролювати населення цих міст, оскільки реакція Психосфери була здатна в одну мить знищити Фрейми, якщо психічна активність людей перевищувала норму. Таким чином Спірити, котрі володіли навичками контролю над психосферою і більш дисциплінованою свідомістю, опинилися на чолі Виходу.
В результаті був сформований тоталітарний теократичний лад, і десять кораблів-міст Фреймів по черзі увійшли в нові коридори вглиб Спанжу, з чого почалося нове літочислення Виходу.

### Події гри
Сюжет гри починається в 244 році подорожей крізь Спанж. Новопризначений легат фрейму «Кластер» проходить навчання. Він опановує управління базою і протистояння Скверні. Термінал Виходу розповідає історію Виходу, згідно якої саме Спірити створили всі світи і людей. Потім вони побудували три фрейми, «Зодіак», «Піонер» і «Мандрівник», які вирушили з трьох початкових світів в інші.
Фрейм «Піонер» не виходить на зв'язок, тому гравець вирушає дізнатися причину цього. Крім того «Піонер» розробив колектори енергії, які знаходяться під загрозою на світі «Пірамід». Термінал посвячує гравця в таємницю, що метою подорожей фреймів є досягнення обраними світу, де немає Скверни, в тисячі разів більшого за всі досі бачені. Згодом зникає зв'язок з фреймом «Орган».
Гравець змінює роль на легата фрейму «Арк-9» в 290 році. Фрейм прибув на світ, де ще немає порталу, і повинен збудувати його.
В 311 році на фреймі «Зодіак» піднімається повстання Повернення, Спіритів фрейму страчують. Рух Повернення повертає фрейм назад до Землі, зневірившись в існуванні Великого світу, про який говорили Спірити. «Зодіак» опиняється на одному світі з фреймом «Роутер», від якого давно не було звісток. Цей фрейм виявляється вороже налаштованим, але «Зодіак» перемагає його армію і захоплює розробки.
«Кластер» береться завадити «Зодіаку» повернутися на Землю. Отримавши підземну зброю, гравець перешкоджає спробам противника покинути поточний світ «Біошок». Фрейм «Мандрівник» приймає вчення Повернення, але опиняється на одному світі з Виходом, звідки змушений тікати. Від полонених Спіритів Комітет Істини отримує записи про Землю, що стає для них справжнім відкриттям, оскільки вони думали, що люди дійсно походять з трьох початкових світів Спанжу.
В 358 про своє існування відкрито заявляє Імперія Спанжу і її Імператор з «Роутера», які відкидають і Вихід і Повернення, вважаючи, що Спанж повинен належати слугам Імперії. Він атакує фрейм «Екзистор» і захоплює його, після чого починає полювання на інші фрейми. За втечу з поля бою легата «Екзистора» засуджують до «розформування», однак з'ясовується, що Спірити підробили наказ Імператора, змусивши його так діяти. Тим не менш, легата страчують.
Тим часом Спанж реагує на війни людських фракцій, від чого Скверна стає активнішою, а деякі світи руйнуються. Імперія Спанжу перетворює своє населення на кіборгів та отримує перевагу проти інших фракцій. Імператор створює Механічного Спірита та знаходить інформацію, що люди походять з Землі, яку вважає тим самим Великим світом. В цей час з'являється сутність Номад, яка говорить, що вселяється в легатів різних фракцій і скеровує їх. Повернення досягає кореневих світів і шле всім фреймам звістку про це. На одному з кореневих світів Повернення вступає в симбіоз зі Скверною. Для відкриття порталу на Землю необхідно захопити Спіритів, але, хоч це і не вдається, Повернення опановує керування Скверною. Спірити оголошують, що люди очистилися за час подорожі, отож ланцюжок світів повинен бути зруйнований через знищення порталів. Повернення перешкоджає цьому.
Вихід знаходить місце, де можна вийти у Великий світ. Повернення захоплює Спіритів та пересвідчується в істинності існування Землі. Але подорожі світами тривають ще багато років. Імператор хоче знищити прохід на Землю та заселити Спанж своїми слугами.
В 548 році Вихід сходиться з Імперією на світі «Моноліт», де знаходиться «Діра» — прохід на Землю. Вихід здобуває перемогу та відкриває, що Повернення було створене Спіритами, щоби ті увійшли на Землю і очистили її для прибуття Виходу. Після цього Спірити під ім'ям Інферналів звертаються до гравця, говорячи, що гравець і є Номадом, а Інфернали користувалися ним для скеровування людей в потрібне русло. Тепер вони встановили зв'язок між Новим світом і Землею, щоб прийти на Землю та захопити її.
Вихід і Повернення користуються Дірою і обидві фракції опиняються на планеті з лісами і ріками, хоча лишається під сумнівом чи справді це Земля.

## Доповнення і продовження
- Периметр: Заповіт Імператора — доповнення, випущене К-Д Лаб восени 2005 року. Додає нові юніти, нову лабораторію (електричну) і кампанію, події якої розгортаються паралельно з оригінальною.
- Периметр: Посвячення — неофіційне доповнення, що розробляється з 2007 року групою ентузіастів. За обіцянками розробників, доповнення перероблятиме графіку гри і надаватиме кампанію-приквел до оригіналу. На офіційному сайті розміщені матеріали і лічильник готовності проекту[10].
- Периметр 2: Нова Земля — продовження, що вийшло 2008 року. Сюжет відбувається по прибуттю Виходу та Повернення на Нову Землю, де обидві фракції сходяться в новому протистоянні і відкривають таємниці планети, на якій опинилися. Ігровий процес зазнав змін у бік спрощення. Так трансформації юнітів стали двохрежимними, терраформінг більше не відіграє такої значної ролі, як в оригіналі.

## Оцінки й відгуки
| Агрегатор  | Оцінка |
| ---------- | ------ |
| Metacritic | 77/100 |

| Видання                    | Оцінка  |
| -------------------------- | ------- |
| 1Up.com                    | B−      |
| Edge                       | 8/10    |
| Game Informer              | 7.75/10 |
| GameSpot                   | 8.2/10  |
| GameSpy                    | [ 16 ]  |
| GameZone                   | 8.7/10  |
| IGN                        | 8/10    |
| PC Gamer (Велика Британія) | 90 %    |
| PC Gamer (США)             | 69 %    |
| PC Zone                    | 81 %    |

Гра зібрала досить високі оцінки, отримавши на агрегаторі Metacritic 77 балів зі 100.
У відгуці сайту GameSpy Периметр було названо стратегією з незвичайною для свого жанру формулою та хорошою графікою, чим і привабливою. Втім, зауважувалися сумбурна подача сюжету і постійні проблеми з'єднання в мультплеєрі.
IGN назвали гру «відмінним експериментом, який успішно втілив багато ідей», оцінивши її у 8/10. Зокрема було похвалено візуальний стиль та оригінальний спосіб розширення бази зеро-шаром. В той же час відзначалося, що побудова бази і подача сюжету дивні для звиклих до інших стратегій гравців. Також серед негативних аспектів гри перелічувалися низька продуктивність навіть на потужних системах, затягнуті місії кампанії та помилки на кшталт руху військ, ігноруючи ландшафт.
Сайтом Gamespot Периметр було названо «однією з найоригінальніших стратегій останніх років» з оцінкою 8,2/10. Схвалення отримала графіка, що поєднує тривимірні моделі з вокселями ландшафту, візуальні ефекти, але також її їх було розкритиковано за надмірне навантаження на ПК. Подібно до інших критиків, недоліками також визначався складний для розуміння сюжет і розриви з'єднання в мультплеєрі.